# Copa Colombia 2013
Die Copa Colombia 2013, nach einem Sponsor auch Copa Postobón genannt, war eine Austragung des kolumbianischen Pokalwettbewerbs im Fußball der Herren, die vom 13. Februar bis zum 17. November 2013 stattfand. Am Pokalwettbewerb nehmen alle Mannschaften der Categoría Primera A und der Categoría Primera B teil. Der Vorjahressieger Atlético Nacional konnte seinen Titel verteidigen.

## Modus
Die Mannschaften wurden nach regionalen Kriterien auf sechs Gruppen verteilt, in denen alle Mannschaften in Hin- und Rückspielen gegeneinander spielten. Für das Achtelfinale qualifizierten sich alle Gruppensieger und -zweiten sowie die vier besten Gruppendritten. Ab dem Achtelfinale wurde im K.-o.-System mit Hin- und Rückspielen gespielt.

## Teilnehmer
Die folgenden Vereine nahmen an der Copa Colombia 2013 teil.
| Categoría Primera A    | Categoría Primera B   |
| ---------------------- | --------------------- |
| Alianza Petrolera      | América de Cali       |
| Atlético Huila         | Atlético Bucaramanga  |
| Atlético Nacional      | Barranquilla FC       |
| Boyacá Chicó           | Bogotá FC             |
| Cúcuta Deportivo       | Cortuluá              |
| Deportes Quindío       | Dépor FC              |
| Deportes Tolima        | Deportivo Pereira     |
| Deportivo Cali         | Deportivo Rionegro    |
| Deportivo Pasto        | Expreso Rojo          |
| Envigado FC            | Jaguares de Córdoba   |
| Independiente Medellín | Fortaleza FC          |
| Itagüí FC              | Llaneros FC           |
| Junior                 | Real Cartagena        |
| La Equidad             | Real Santander        |
| Millonarios            | Uniautónoma FC        |
| Once Caldas            | Unión Magdalena       |
| Patriotas              | Universitario Popayán |
| Santa Fe               | Valledupar FC         |

## Gruppenphase

### Gruppe A
| Pl. | Verein          | Sp. | S | U | N | Tore    | Diff. | Punkte |
| --- | --------------- | --- | - | - | - | ------- | ----- | ------ |
| 1.  | Real Cartagena  | 10  | 6 | 3 | 1 | 022:900 | +13   | 21     |
| 2.  | Unión Magdalena | 10  | 5 | 4 | 1 | 017:140 | +3    | 19     |
| 3.  | Junior          | 10  | 4 | 6 | 0 | 017:600 | +11   | 18     |
| 4.  | Uniautónoma FC  | 10  | 2 | 3 | 5 | 013:160 | −3    | 09     |
| 5.  | Valledupar FC   | 10  | 1 | 4 | 5 | 006:190 | −13   | 07     |
| 6.  | Barranquilla FC | 10  | 0 | 4 | 6 | 006:170 | −11   | 04     |

### Gruppe B
| Pl. | Verein                 | Sp. | S | U | N | Tore    | Diff. | Punkte |
| --- | ---------------------- | --- | - | - | - | ------- | ----- | ------ |
| 1.  | Atlético Nacional      | 10  | 6 | 1 | 3 | 018:900 | +9    | 19     |
| 2.  | Independiente Medellín | 10  | 4 | 3 | 3 | 012:120 | ±0    | 15     |
| 3.  | Deportivo Rionegro     | 10  | 3 | 5 | 2 | 010:900 | +1    | 14     |
| 4.  | Itagüí FC              | 10  | 4 | 2 | 4 | 008:110 | −3    | 14     |
| 5.  | Envigado FC            | 10  | 2 | 4 | 4 | 009:110 | −2    | 10     |
| 6.  | Jaguares de Córdoba    | 10  | 1 | 5 | 4 | 009:140 | −5    | 08     |

### Gruppe C
| Pl. | Verein               | Sp. | S | U | N | Tore    | Diff. | Punkte |
| --- | -------------------- | --- | - | - | - | ------- | ----- | ------ |
| 1.  | Boyacá Chicó         | 10  | 5 | 3 | 2 | 015:100 | +5    | 18     |
| 2.  | Alianza Petrolera    | 10  | 5 | 2 | 3 | 016:900 | +7    | 17     |
| 3.  | Atlético Bucaramanga | 10  | 5 | 2 | 3 | 013:110 | +2    | 17     |
| 4.  | Cúcuta Deportivo     | 10  | 4 | 1 | 5 | 010:180 | −8    | 13     |
| 5.  | Patriotas            | 10  | 3 | 3 | 4 | 010:900 | +1    | 12     |
| 6.  | Real Santander       | 10  | 2 | 1 | 7 | 008:150 | −7    | 07     |

### Gruppe D
| Pl. | Verein       | Sp. | S | U | N | Tore    | Diff. | Punkte |
| --- | ------------ | --- | - | - | - | ------- | ----- | ------ |
| 1.  | Millonarios  | 10  | 5 | 5 | 0 | 021:100 | +11   | 20     |
| 2.  | Santa Fe     | 10  | 3 | 6 | 1 | 010:800 | +2    | 15     |
| 3.  | Llaneros FC  | 10  | 4 | 3 | 3 | 009:110 | −2    | 15     |
| 4.  | Expreso Rojo | 10  | 4 | 2 | 4 | 010:120 | −2    | 14     |
| 5.  | La Equidad   | 10  | 3 | 3 | 4 | 009:900 | ±0    | 12     |
| 6.  | Bogotá FC    | 10  | 0 | 3 | 7 | 008:170 | −9    | 03     |

### Gruppe E
| Pl. | Verein                | Sp. | S | U | N | Tore    | Diff. | Punkte |
| --- | --------------------- | --- | - | - | - | ------- | ----- | ------ |
| 1.  | Deportivo Cali        | 10  | 4 | 5 | 1 | 012:600 | +6    | 17     |
| 2.  | América de Cali       | 10  | 4 | 3 | 3 | 009:600 | +3    | 15     |
| 3.  | Deportivo Pasto       | 10  | 4 | 3 | 3 | 007:700 | ±0    | 15     |
| 4.  | Dépor FC              | 10  | 3 | 3 | 4 | 009:130 | −4    | 12     |
| 5.  | Cortuluá              | 10  | 1 | 8 | 1 | 009:700 | +2    | 11     |
| 6.  | Universitario Popayán | 10  | 1 | 4 | 5 | 008:150 | −7    | 07     |

### Gruppe F
| Pl. | Verein            | Sp. | S | U | N | Tore    | Diff. | Punkte |
| --- | ----------------- | --- | - | - | - | ------- | ----- | ------ |
| 1.  | Deportes Quindío  | 10  | 4 | 6 | 0 | 017:110 | +6    | 18     |
| 2.  | Fortaleza FC      | 10  | 4 | 3 | 3 | 011:900 | +2    | 15     |
| 3.  | Deportes Tolima   | 10  | 4 | 3 | 3 | 018:180 | ±0    | 15     |
| 4.  | Deportivo Pereira | 10  | 3 | 5 | 2 | 015:110 | +4    | 14     |
| 5.  | Once Caldas       | 10  | 3 | 3 | 4 | 016:170 | −1    | 12     |
| 6.  | Atlético Huila    | 10  | 1 | 2 | 7 | 007:180 | −11   | 05     |

### Rangliste der Gruppendritten
| Pl. | Verein               | Sp. | S | U | N | Tore    | Diff. | Punkte |
| --- | -------------------- | --- | - | - | - | ------- | ----- | ------ |
| 1.  | Junior               | 10  | 4 | 6 | 0 | 017:600 | +11   | 18     |
| 2.  | Atlético Bucaramanga | 10  | 5 | 2 | 3 | 013:110 | +2    | 17     |
| 3.  | Deportivo Pasto      | 10  | 4 | 3 | 3 | 007:700 | ±0    | 15     |
| 4.  | Deportes Tolima      | 10  | 4 | 3 | 3 | 018:180 | ±0    | 15     |
| 5.  | Llaneros FC          | 10  | 4 | 3 | 3 | 009:110 | −2    | 15     |
| 6.  | Deportivo Rionegro   | 10  | 3 | 5 | 2 | 010:900 | +1    | 14     |

## K.O.-Phase

### Achtelfinale
Die Spiele des Achtelfinales wurden zwischen dem 7. August und dem 4. September 2013 ausgetragen.
|                        | Gesamt          |                   | Hinspiel | Rückspiel |
| ---------------------- | --------------- | ----------------- | -------- | --------- |
| Deportivo Pasto        | 0:4             | Atlético Nacional | 0:3      | 0:1       |
| Independiente Medellín | 1:3             | Deportes Quindío  | 0:2      | 1:1       |
| Deportes Tolima        | 4:3             | Boyacá Chicó      | 2:1      | 2:2       |
| Santa Fe               | 2:2 (4:5 i. E.) | Alianza Petrolera | 0:0      | 2:2       |
| Atlético Bucaramanga   | 1:3             | Real Cartagena    | 1:1      | 0:2       |
| Unión Magdalena        | 2:2 (2:3 i. E.) | Deportivo Cali    | 1:1      | 1:1       |
| Junior                 | 2:2 (0:3 i. E.) | Millonarios       | 2:0      | 0:2       |
| Fortaleza FC           | 5:1             | América de Cali   | 3:0      | 2:1       |

### Viertelfinale
Die Spiele des Viertelfinales wurden zwischen dem 11. und dem 18. September 2013 ausgetragen.
|                  | Gesamt          |                   | Hinspiel | Rückspiel |
| ---------------- | --------------- | ----------------- | -------- | --------- |
| Deportes Quindío | 0:2             | Atlético Nacional | 0:1      | 0:1       |
| Deportes Tolima  | 2:2 (4:5 i. E.) | Alianza Petrolera | 2:1      | 0:1       |
| Deportivo Cali   | 3:5             | Real Cartagena    | 2:3      | 1:2       |
| Fortaleza FC     | 4:4 (4:5 i. E.) | Millonarios       | 1:3      | 3:1       |

### Halbfinale
Die Spiele des Halbfinales wurden zwischen dem 9. und dem 16. Oktober 2013 ausgetragen.
|                   | Gesamt |                   | Hinspiel | Rückspiel |
| ----------------- | ------ | ----------------- | -------- | --------- |
| Alianza Petrolera | 0:3    | Atlético Nacional | 0:2      | 0:1       |
| Millonarios       | 8:1    | Real Cartagena    | 6:1      | 2:0       |

### Finale
| 13.11.2013 in Bogotá                                                                                 | Millonarios       | 2:2 (0:2) | Atlético Nacional |
| 17.11.2013 in Medellín                                                                               | Atlético Nacional | 1:0 (1:0) | Millonarios       |
| Gesamt:                                                                                              | Millonarios       | 2:3       | Atlético Nacional |
| damit wurde Atlético Nacional Pokalsieger 2013 und qualifizierte sich für die Copa Sudamericana 2014 |                   |           |                   |

## Torschützenliste
Bei gleicher Anzahl von Treffern sind die Spieler alphabetisch geordnet.
| Pl. | Spieler        | Mannschaft        | Tore |
| --- | -------------- | ----------------- | ---- |
| 1.  | Yorleys Mena   | Real Cartagena    | 14   |
| 2.  | Wason Rentería | Millonarios       | 7    |
| 3.  | Stewart García | América de Cali   | 6    |
| 3.  | Dayro Moreno   | Millonarios       | 6    |
| 3.  | Fernando Uribe | Atlético Nacional | 6    |